# Wital Ledzianiou
Wital Ledzianiou (białorus. Віталь Ледзянёў, ros. Виталий Леденёв, Witalij Ledieniow ur. 26 marca 1979) – białoruski piłkarz grający na pozycji napastnika w II-ligowej Olimpii Elbląg.

## Kariera zawodnicza
Piłkarską karierę rozpoczął w juniorskiej drużynie Dynama Mińsk. W 1996 zasilił zespół rezerw drużyny z Mińska, z którego w 1999 trafił do drużyny seniorów, występującego w białoruskiej ekstraklasie. W 2003 przeszedł do lokalnego rywala, również występującego w najwyższej klasie rozgrywek Torpedo Mińsk, skąd po roku gry wrócił do macierzystego klubu. Rok później, w styczniu 2005 został zawodnikiem ekstraklasowej Sławiji Mozyrz, z którą spadł z ligi. Po sezonie gry dla Sławiji zdecydował się kontynuować karierę w Biełszynie Bobrujsk, z którą również spadł z białoruskiej ekstraklasy. Z początkiem 2007 przeniósł się do Izraela, aby reprezentować barwy drużyny Hapoel Nacerat Illit, występującej na zapleczu izraelskiej ekstraklasy. Po półtora sezonu spędzonego w I lidze drużyna została relegowana do III poziomu rozrywek. Rundę wiosenną sezonu 2008-09 spędził w białoruskim ekstraklasowym Partyzanie Mińsk, aby latem 2009 przenieść się do Interu Baku, grającego w azerskiej ekstraklasie. W styczniu 2010 trafił do Ulissa Erywań. Po pół roku spędzonym w azerskiej ekstraklasie zagrał jedną rundę w Dacii Kiszyniów (mołdawska ekstraklasa), po czym trafił na testy do Olimpii Elbląg. Z polskim klubem 12 stycznia 2011 podpisał roczną umowę.

## Występy w europejskich pucharach
- Liga Europy UEFA

2 lipca 2009: Pierwsza runda kwalifikacyjna LE UEFA 2009/10
 Sutjeska Nikšić 1-1  Partyzan Mińsk
1 lipca 2010:	Pierwsza runda kwalifikacyjna LE UEFA 2010/11
 Uliss Erywań 0-0  Bene Jehuda
8 lipca 2010: Pierwsza runda kwalifikacyjna LE UEFA 2010/11
 Bene Jehuda 1-0  Uliss Erywań
1 spotkanie w drużynie Dynama Mińsk
- Puchar Intertoto UEFA

9 spotkań w drużynie Dynama Mińsk, w których strzelił 4 bramki